# Низамуддин ан-Найсабури
Низамудди́н аль-Ха́сан ибн Муха́ммад ан-Найсабу́ри (XIII—XIV вв.) — персидский астроном и математик; исламский богослов, толкователь Корана.

## Биография
Уроженец Кума. Учился в Нишапуре, работал в Тебризе.
Его полное имя Низамуддин аль-Хасан ибн Мухаммад ибн Хусейн аль-Арадж аль-Кумми ан-Найсабури. Написал весьма популярный в своё время «Солнечный трактат об арифметике», комментарии к ряду сочинений Насир ад-Дина ат-Туси, а также комментарий к «Ильханскому зиджу».
Низамуддин ан-Найсабури является автором толкования к Корану под названием Гараиб аль-Куран ва Рагаиб аль-Фуркан, известный как Тафсир ан-Найсабури.

## Труды
- Гараиб аль-Куран ва Рагаиб аль-Фуркан (غرائب القرآن ورغائب الفرقان);
- Авкаф аль-Куран (اوقاف القران)
- Кашф Хакаик Зидж Ильхани (کشف حقایق زیج ایلخانی);
- Тафсир ат-Тахрир (تفسیر التحریر);
- аль-Басаир фи мухтасар танких аль-Маназир (البصائر فی مختصر تنقیح المناظر);
- Твадих аз-Зикр (توضیح الذکر);
- Шарх Низам ‘аля аш-Шафийах (شرح نظام علی الشافیه).